# Carex raynoldsii
Carex raynoldsii là một loài thực vật có hoa trong họ Cói. Loài này được Dewey mô tả khoa học đầu tiên năm 1861.

## Hình ảnh

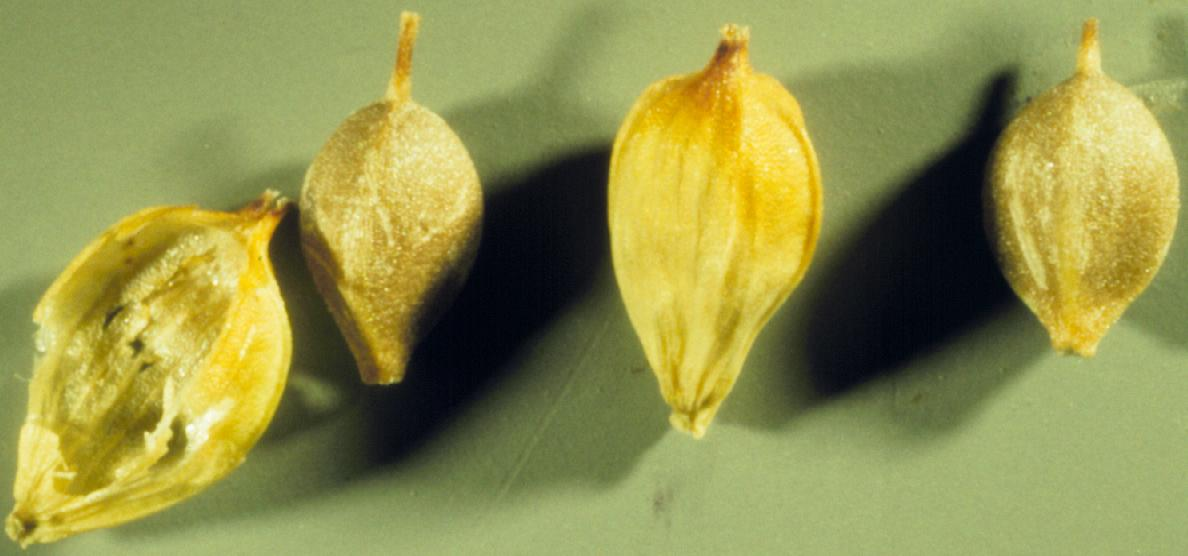
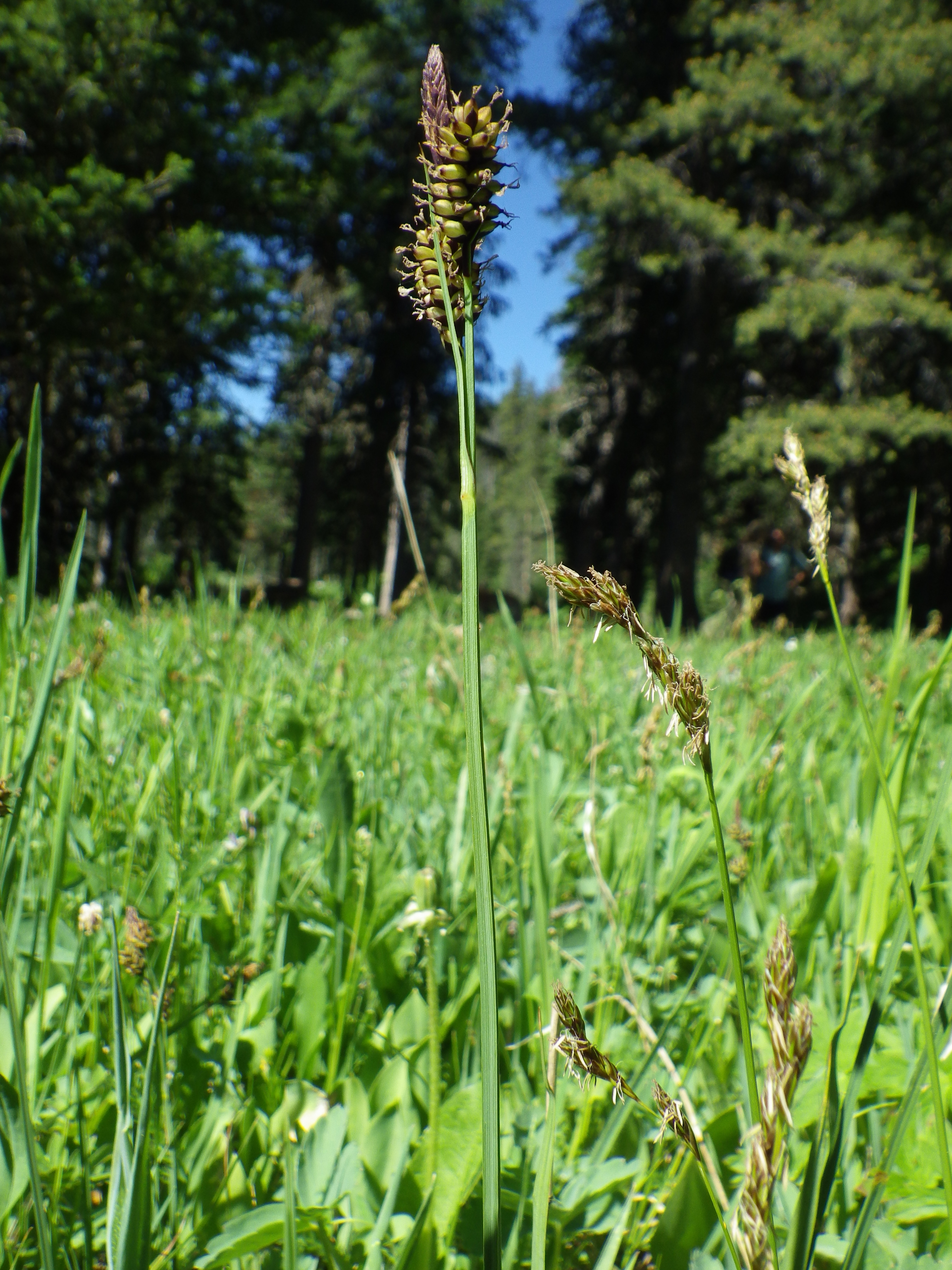
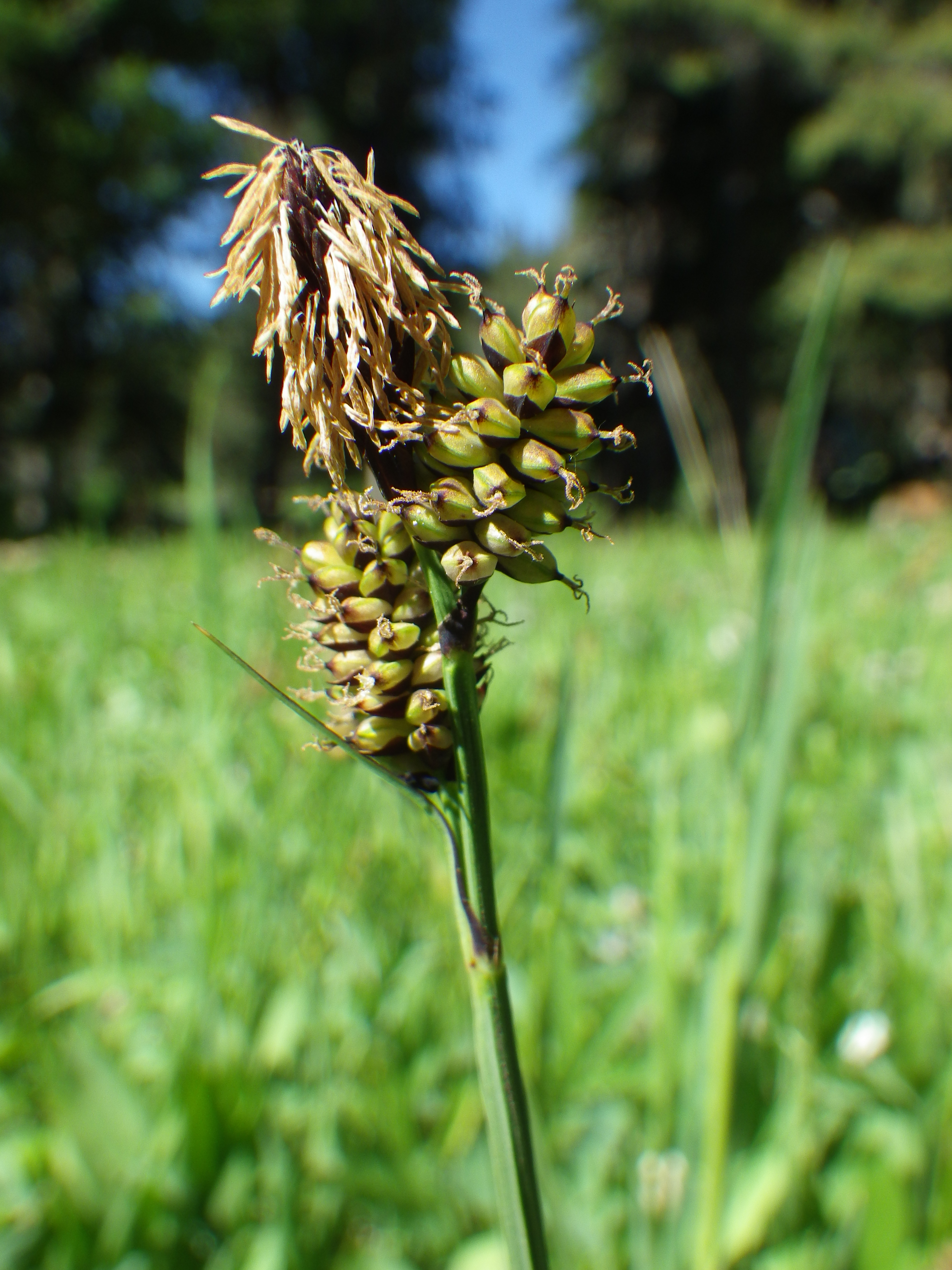
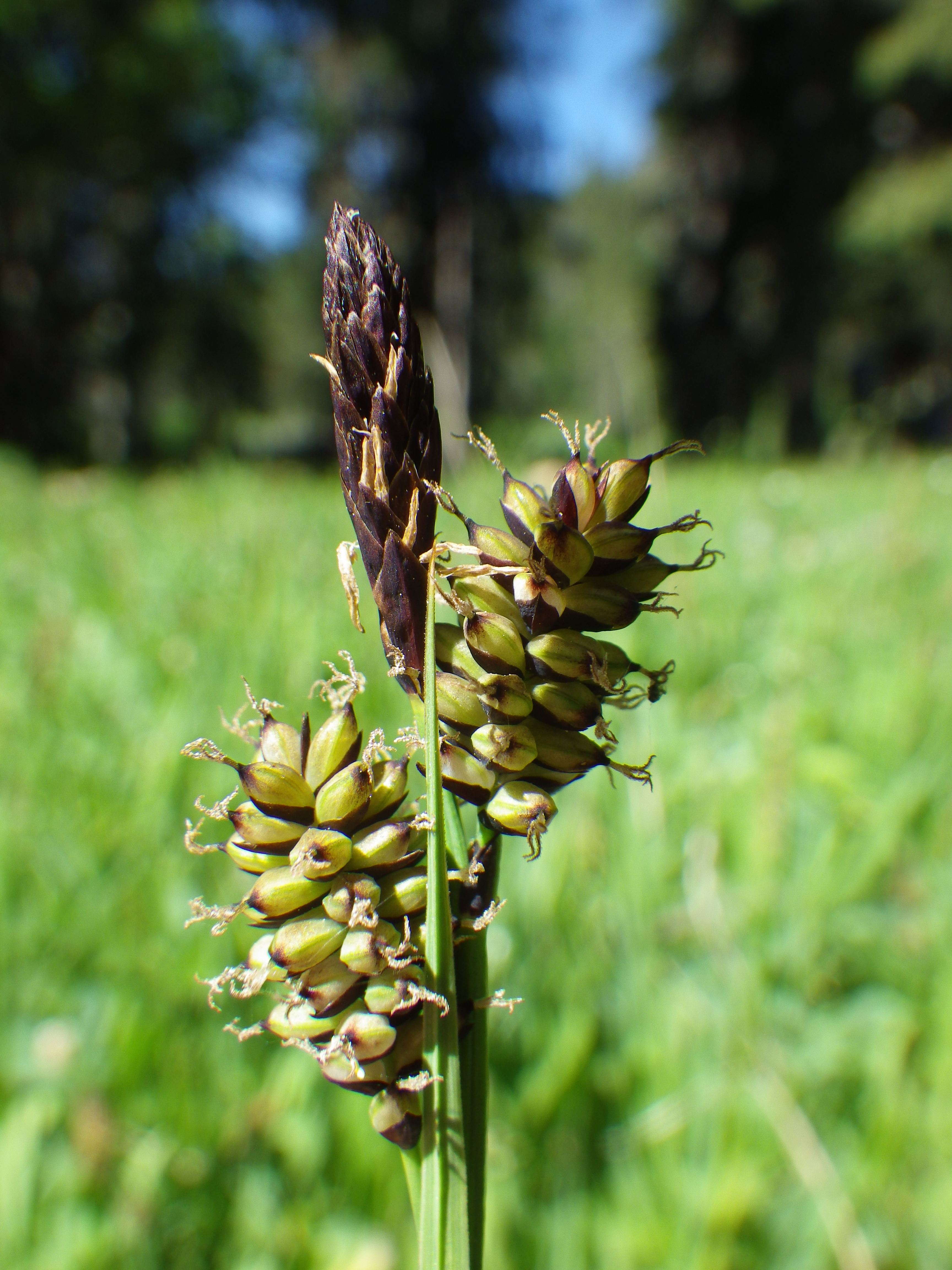